# Michael Hunold
Michael Hunold (* 25. Oktober 1621 in Leipzig; † 1672 in Rochlitz) war ein deutscher evangelischer Theologe und Kirchenlieddichter.

## Leben
In Leipzig wurde am 25. Oktober 1621 als Sohn eines Stadtmusikers Michael Hunold geboren. In einer Schule zu Altenburg vorgebildet, bezog er 1642 die Universität Leipzig, danach die Universität Jena. Danach wirkte er 1646 als Hauslehrer zu Leisnig und wurde Rektor einer Schule in Rochlitz. An der dortigen St.-Kunigunde-Kirche wirkte er ab 1649 als Diakon. 1655 wurde er zum Archidiakon befördert und starb 1672 nach einer langen und schweren Krankheit.
Hunold dichtete 16 geistliche Lieder, die teils in Gesangbücher übernommen wurden und Ende des 17. Jahrhunderts/Anfang des 18. Jahrhunderts besonders verbreitet waren.

## Werke
- Nichts Betrübtes ist auf Erden, nichts kann so zu Herzen gehn, als wenn arme Witwen werden
- Mein Jesus kommt, mein Sterben ist vorhanden
- Disputatio de statu exinantionis, Christi ad Phil. II, 5–8 (1656)